# 裏辻公愛
裏辻 公愛（うらつじ きんよし）は、江戸時代後期の公家。

## 概要
公愛は裏辻実孚の実子として生まれたものの、なんらかの理由で密子となっていた。ところが、文政11年（1828年）4月13日に義弟の裏辻公篤（橋本実久の実子）が5歳で死去したため、宗家の西園寺家や正親町家の意向もあって裏辻家の家督を継承した。この時、密子であったためか、一度清水谷実揖の養子となった上で「実揖の子を養子にする」という形で家督を継承している。後世の系図で公愛が実揖の実子とされるのはこのためである。
文政13年（1830年）には稚児として禁裏御所に仕えているが、「小兒生得姦曲、過法の間、叡慮不快、女房等毎々譴責を加う、また天威を違う、（中略）指差さざるは無し、ついにかくの如く及ぶ、十歳の童子姦悪の事、前代未聞」として10月28日にクビになっている。
嘉永2年（1849年）11月27日には名前を季忠から公愛に改めている。
その後は、安政5年（1858年）の廷臣八十八卿列参事件に参加したり、文久2年（1862年）12月19日には国事御用掛に就任したりしている。この人事について、中山忠能は自身の日記に「この人（公愛）奸曲無双の佞人地。去年近臣を除かる。今また掌を反し、実に黒白分けざる世也。ただただ退隠、世を窺うの形勢、尽力すべきの外才覚無く、長く大いに嘆くべき代地。誰の口入か、怪しむべきことども也（去る冬、差扣を免ぜらるるは、光愛卿（柳原）周旋と云々。もしや同人か。小人出頭恐れるべきことども也）」と残している。
明治12年（1879年）1月には借金のために破産し、同15年（1882年）7月10日には不平党という党派を募ったことで捕縛され、同年10月3日に62歳で亡くなった。